# Amedeo Preziosi
Amedeo Preziosi, a właściwie Aloysius Rosarius Amadeus Raymundus Andreas Preziosi (ur. 30 listopada 1816 w Valletcie, zm. 27 września 1882 w Yeşilköy) –  maltański malarz i podróżnik, znany ze swoich akwareli i grafik przedstawiających Bałkany, Imperium Osmańskie i Rumunię.

## Życiorys

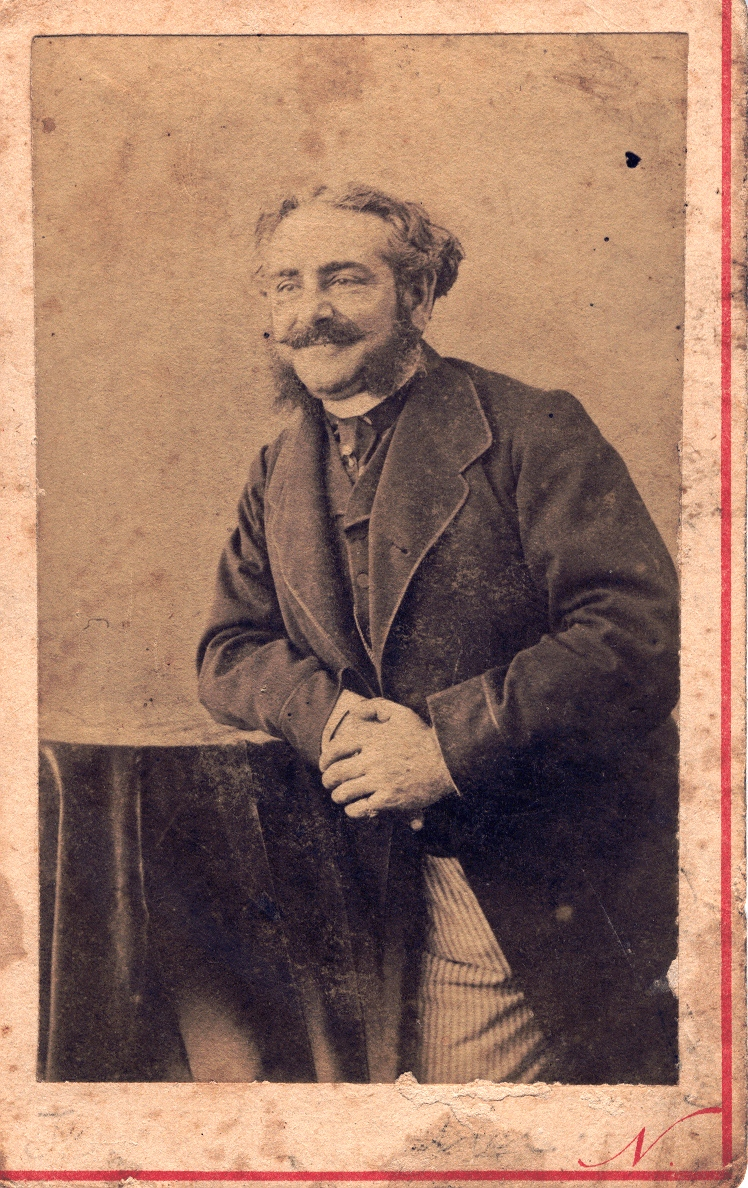
Amedeo Preziosi, portret fotograficzny autorstwa Nadara (między 1860 a 1870)

Amedeo Preziosi urodził się w 1816 w rodzinie szlacheckiej na Malcie. Jego ojciec, Giovanni Francesco Preziosi, pełnił wysokie funkcje w lokalnej administracji i reprezentował Maltańczyków w negocjacjach podczas traktatu w Amiens w 1802, podczas gdy jego matka, Margareta z domu Reynaud, była francuskiego pochodzenia. Amedeo, pierwsze dziecko rodziny Preziosi, został ochrzczony w kościele Porto Salvo w Valletcie i otrzymał imiona Aloysius-Rosarius-Amadeus-Raymundus-Andreas. Jego młodszy brat Leandro Preziosi stał się jednym z pionierów fotografii na Malcie.
Amedeo od najmłodszych lat interesował się sztuką, a jego nauczycielem był Giuseppe Hyzler, bardzo ceniony malarz na Malcie. Ojciec młodego Amedeo chciał, aby ten studiował prawo, i wysłał go na studia prawnicze na Sorbonę. Amedeo zaś bardziej interesował się sztuką i kontynuował studia malarskie w École nationale supérieure des beaux-arts w Paryżu. Po powrocie do domu Amedeo nie znalazł na Malcie odpowiedniego środowiska dla artysty, zwłaszcza że ojciec nie aprobował obranej przez niego kariery. W związku z tym zdecydował się opuścić wyspę i przenieść się na Bliski Wschód, obszar chwalony przez innych artystów z Paryża. Rok, w którym opuścił Maltę i udał się do Stambułu nie jest znany, ale przyjmuje się, że było to w latach 1840–1842.
Najwcześniejsze rysunki Stambułu wykonane przez młodego artystę datowane są na listopad 1842. Dwa lata później, w 1844, Preziosi otrzymał zamówienie od Roberta Curzona, prywatnego sekretarza ambasadora Wielkiej Brytanii w Stambule, lorda Stratforda Canninga, na wykonanie albumu zatytułowanego „Costumes of Constantinople”. Album ten obecnie znajduje się w zbiorach British Museum.

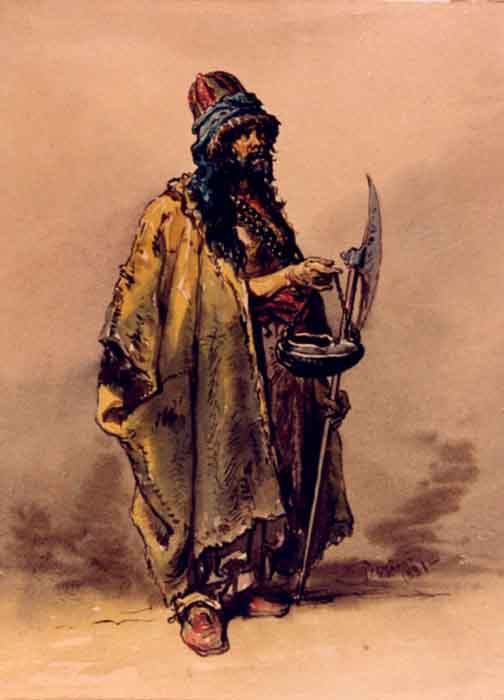
Osmański derwisz sportretowany przez Amedeo Preziosiego (ok.1860), Muzeum Sztuk Pięknych w Bukareszcie

W czasach, gdy pocztówka i sztuka fotograficzna były jeszcze w powijakach, Preziosi oferował europejskim turystom odwiedzającym Stambuł rysunki miasta i okolic. W 1858 zdecydował się wydać w drukarni Lemerciera w Paryżu swoje najpopularniejsze dzieła w formie litografii. Album chromolitograficzny zatytułowany „Stamboul, Recollections of Eastern Life”, i ponownie zredagowany w 1861 jako „Stamboul, Souvenir d'Orient”, został narysowany na kamieniu litograficznym przez samego Preziosiego. Drugi wydany album, „Souvenir du Caïre”, zawierał rysunki wykonane podczas podróży do osmańskiego Egiptu.
Preziosi poślubił Greczynkę ze Stambułu, z którą miał czworo dzieci: Mathilde, Giulię, Catherine i Roberto. Mieszkali w Hamalbaşi Sokagi w Pera, a później w spokojnej wiosce San Stefano (dziś Yeşilköy), z dala od rwetesu dużego miasta.
Preziosi biegle władał językami regionu (greckim i tureckim), a także głównymi językami europejskimi (angielskim, francuskim, włoskim) i pracował jako zastępca dragomana ambasady brytyjskiej, a także jako pierwszy dragoman poselstwa greckiego.
Jego pracownia była regularnie odwiedzana przez turystów pragnących wrócić do domu z pamiątką ze Stambułu, a wśród jego gości był w kwietniu 1869 Edward VII z Wielkiej Brytanii, ówczesny książę Walii, który kupił kilka akwareli. W 1866 odwiedził Stambuł nowy książę Rumunii Karol I. Poznał wówczas Preziosiego i zaprosił go do Rumunii, aby wykonał akwarele przedstawiające krajobrazy i ludzi tego kraju.
Preziosi przybył do Rumunii w czerwcu 1868 i zaczął rysować sceny z Bukaresztu, a także innych miejsc w całym kraju, w tym kilka przedstawiających księcia Karola I. Narysowane przez niego szkice zostały później w jego warsztacie w Stambule zamienione w akwarele, które następnie zostały sprzedane księciu Rumunii za cenę od 300 do 1200 franków. W następnym roku, między 30 maja a 15 lipca, Preziosi ponownie odwiedził Rumunię, a jego rysunki wykonane wówczas ołówkiem, tuszem i akwarelami znajdują się w odnalezionym ostatnio szkicowniku „La Valachie par Preziosi”, który przechowywany jest w Muzeum Miejskim w Bukareszcie.
Niewiele wiadomo o życiu Preziosiego po powrocie do Turcji. Kontynuował swoją twórczość w Stambule, ale w miarę upowszechniania się fotografii jego akwarele nie były już tak dochodowe, ponieważ z jednej fotografii można było wykonać nieograniczoną liczbę tanich kopii.

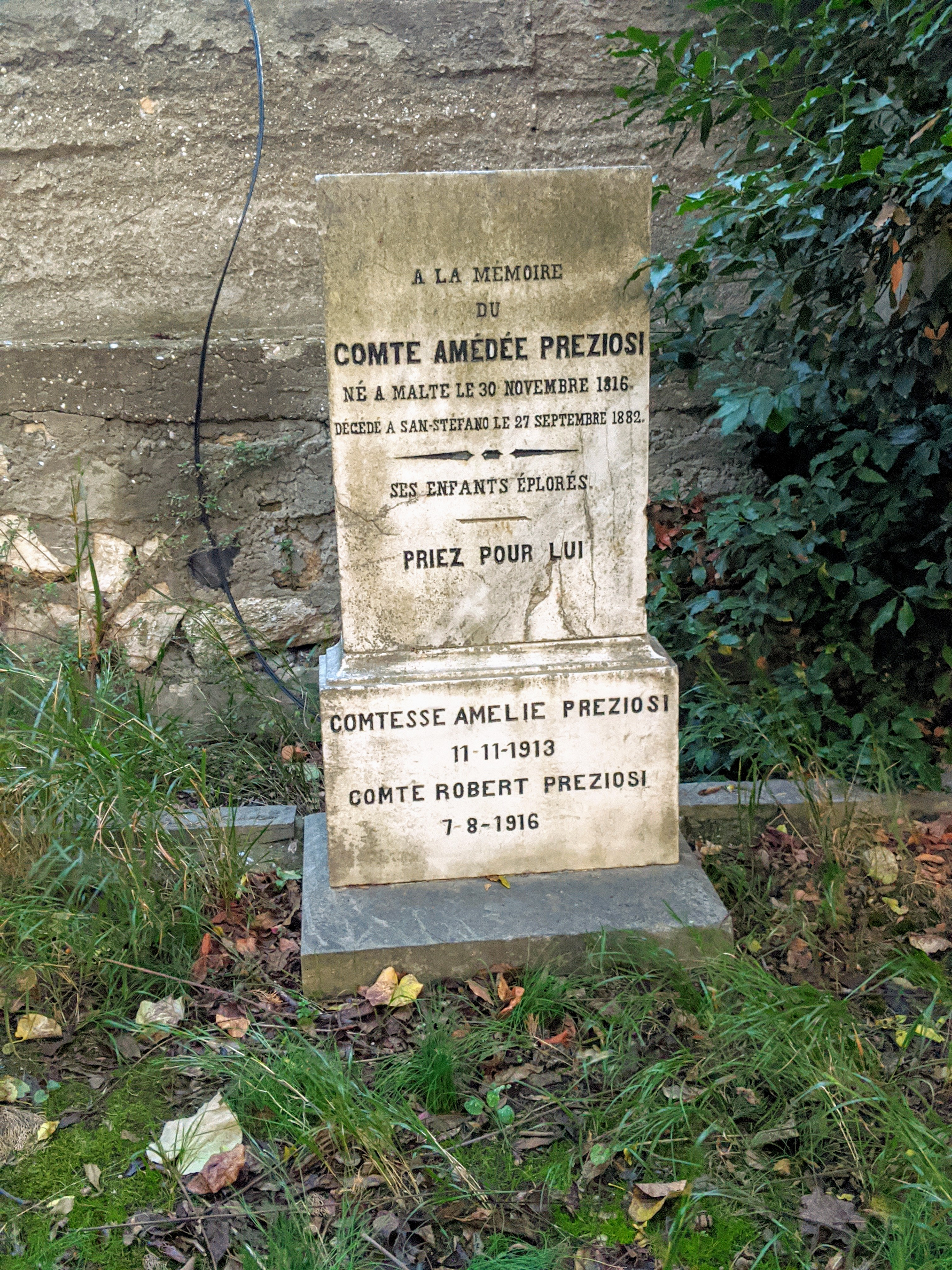
Grób Preziosiego na starym rzymskokatolickim cmentarzu w Yeşilköy (dawniej San Stefano), Stambuł, Turcja.

Preziosi zginął 27 września 1882, przypadkowo postrzelony podczas polowania. Został pochowany na cmentarzu katolickim w Yeşilköy w Stambule.

## Dziedzictwo
Po jego śmierci o jego twórczości zapomniano na dziesięciolecia. W Bukareszcie jego prace zostały ponownie zaprezentowane publiczności w 1934, a w 1985 część jego prac została pokazana na poświęconej mu wystawie w londyńskim Muzeum Wiktorii i Alberta, zaś w 2003 organizatorem wystawy jego prac w Bukareszcie było Muzeum Bukaresztu.

## Prace

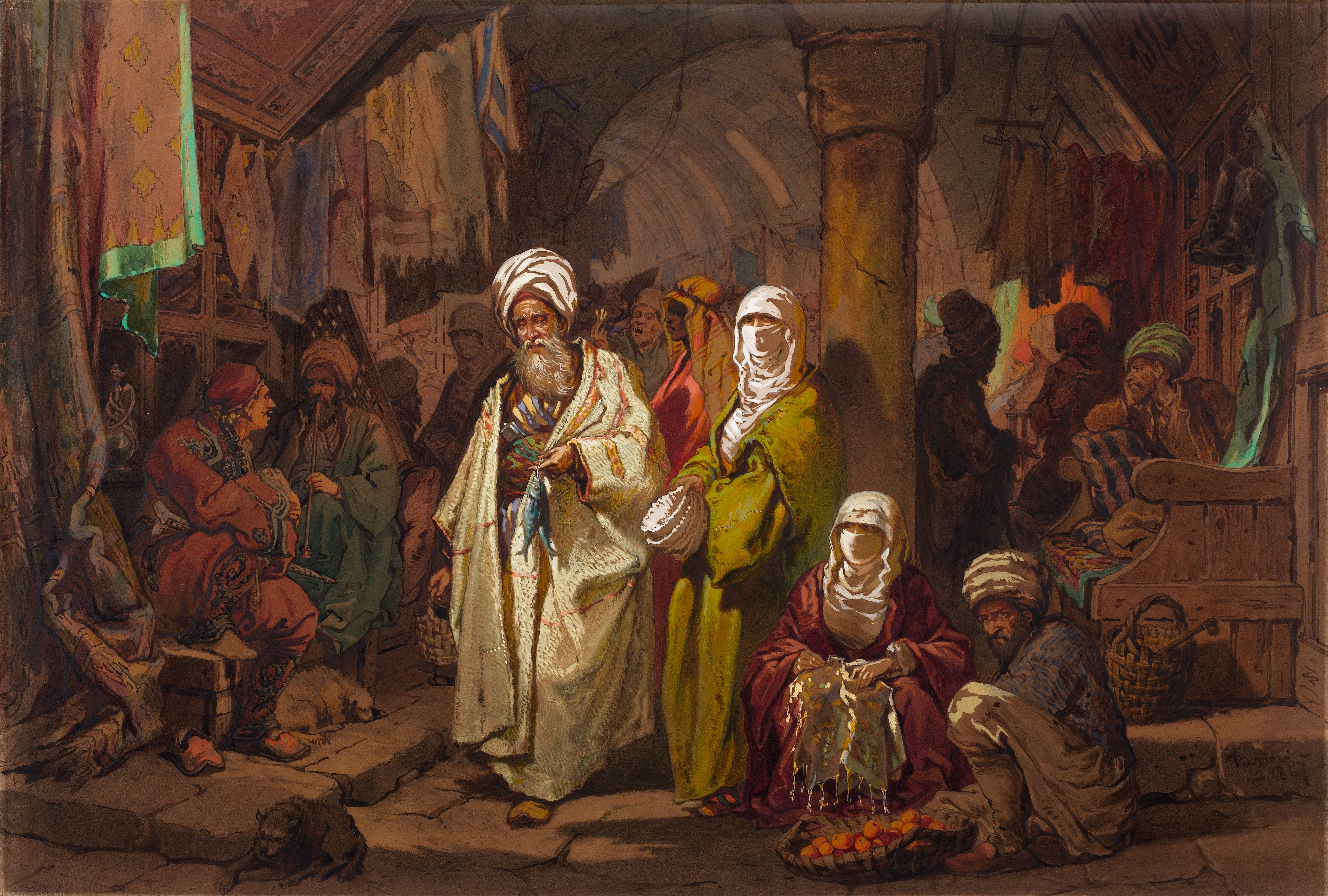
The Grand Bazaar
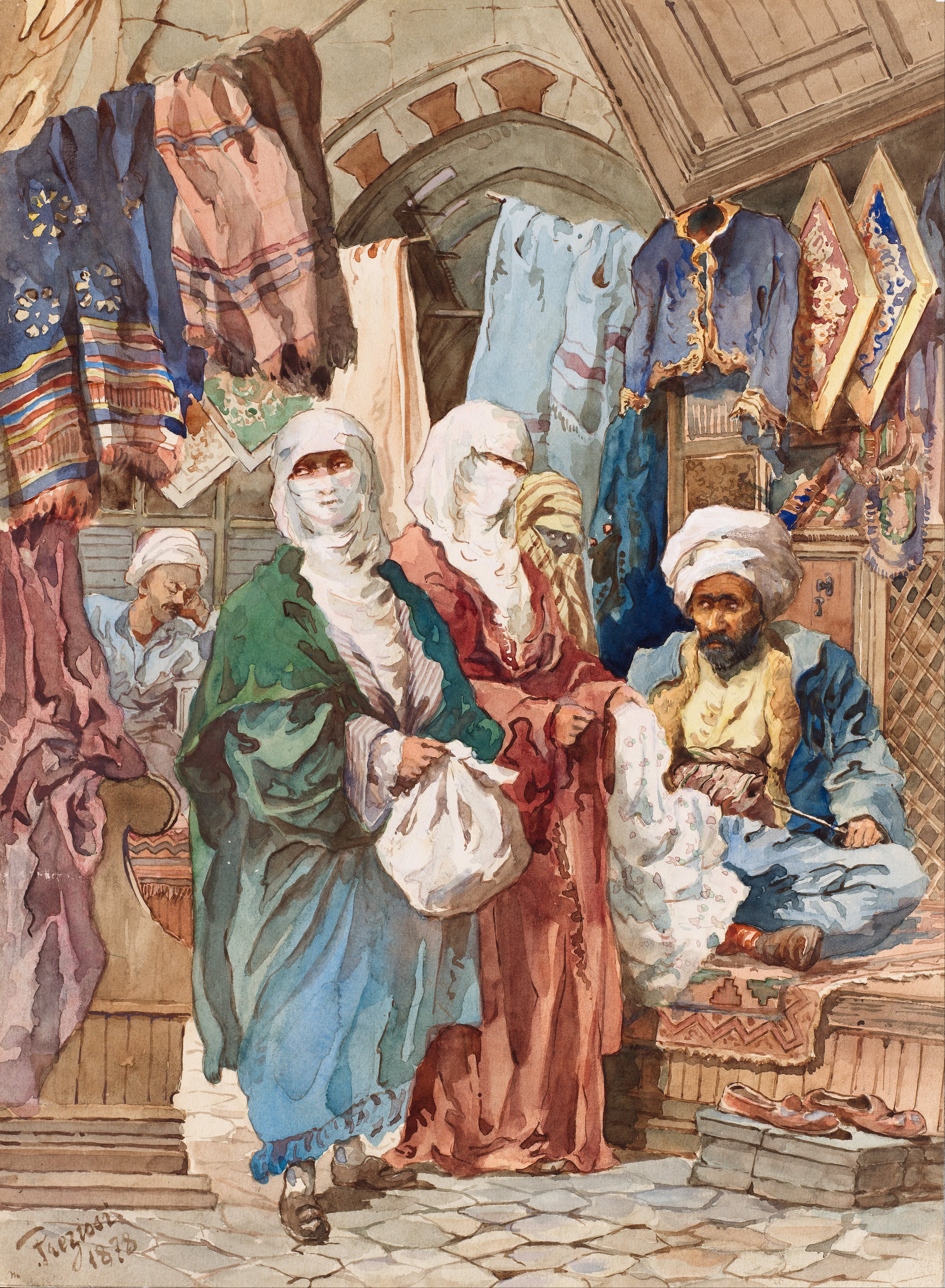
The Silk Bazaar
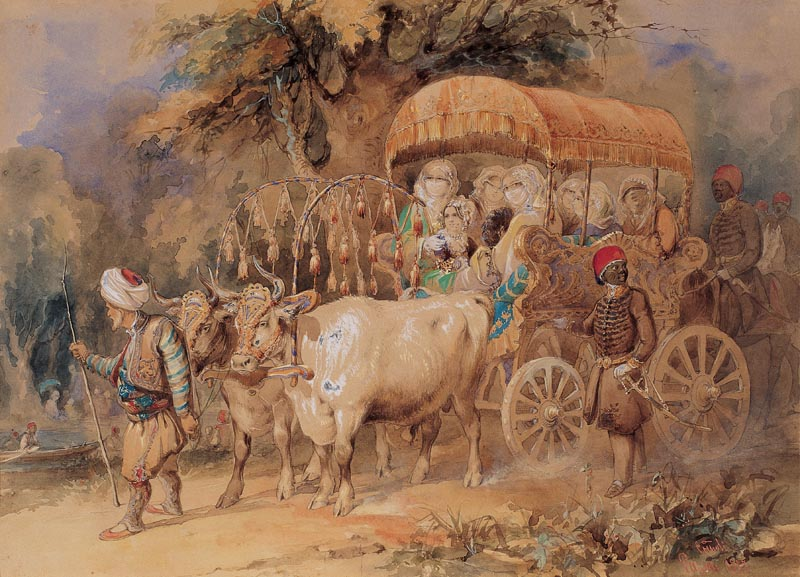
Arabian ox cart
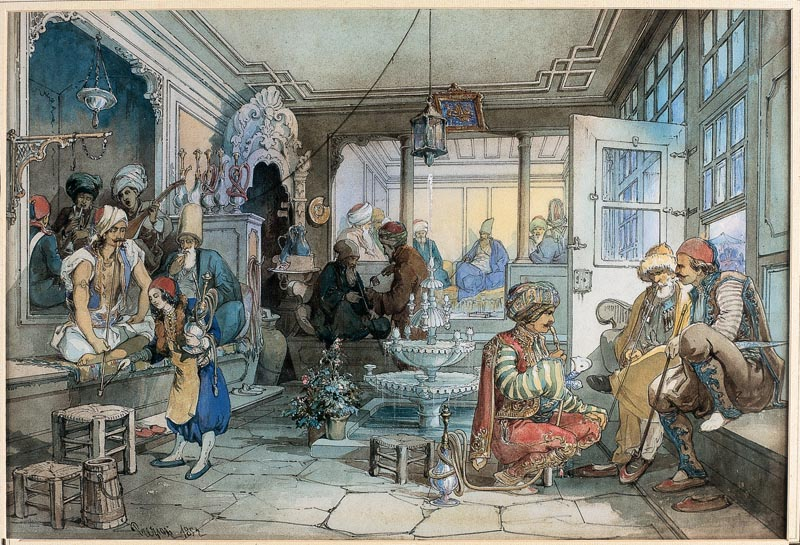
A café in Istanbul
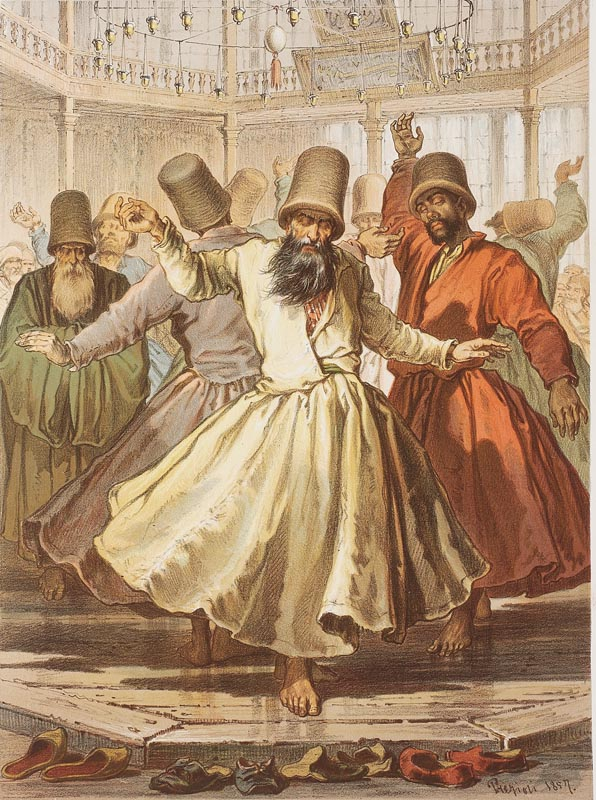
Sufi whirling
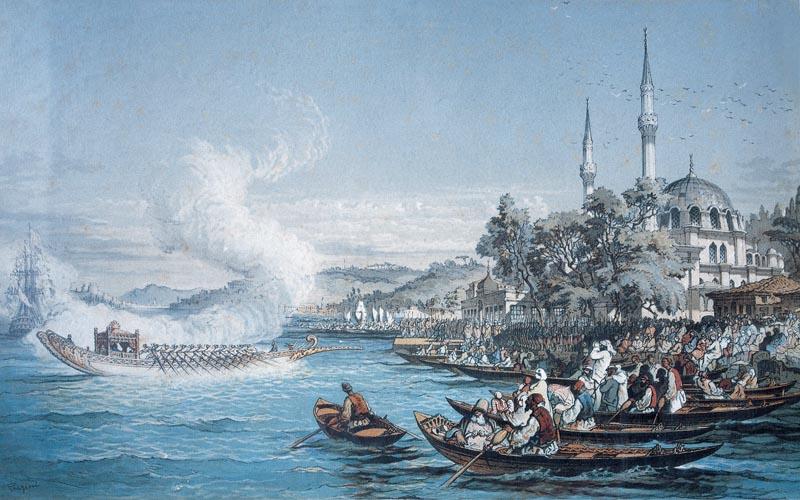
Istanbul boats
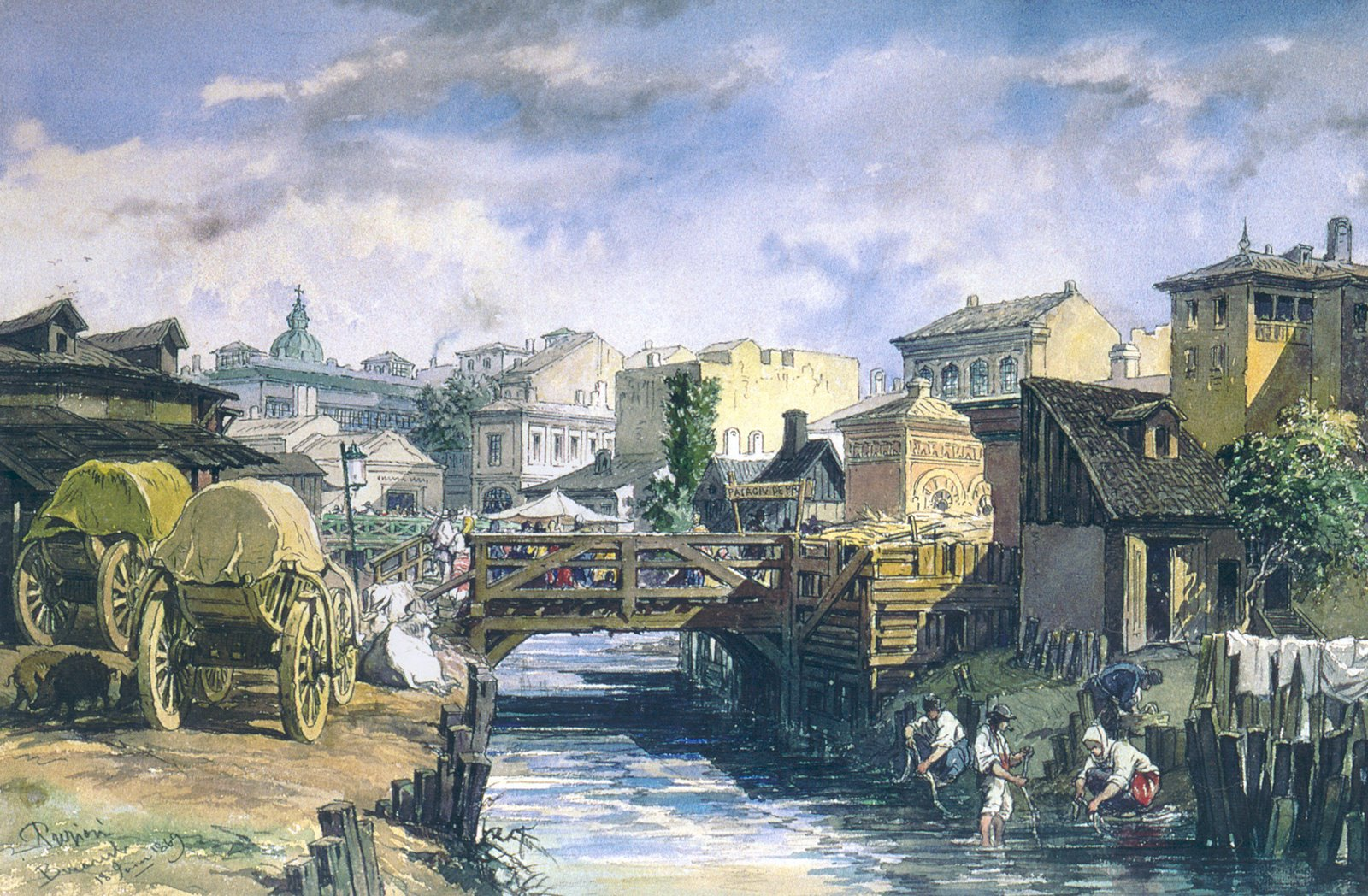
Dâmbovița River in Bucharest
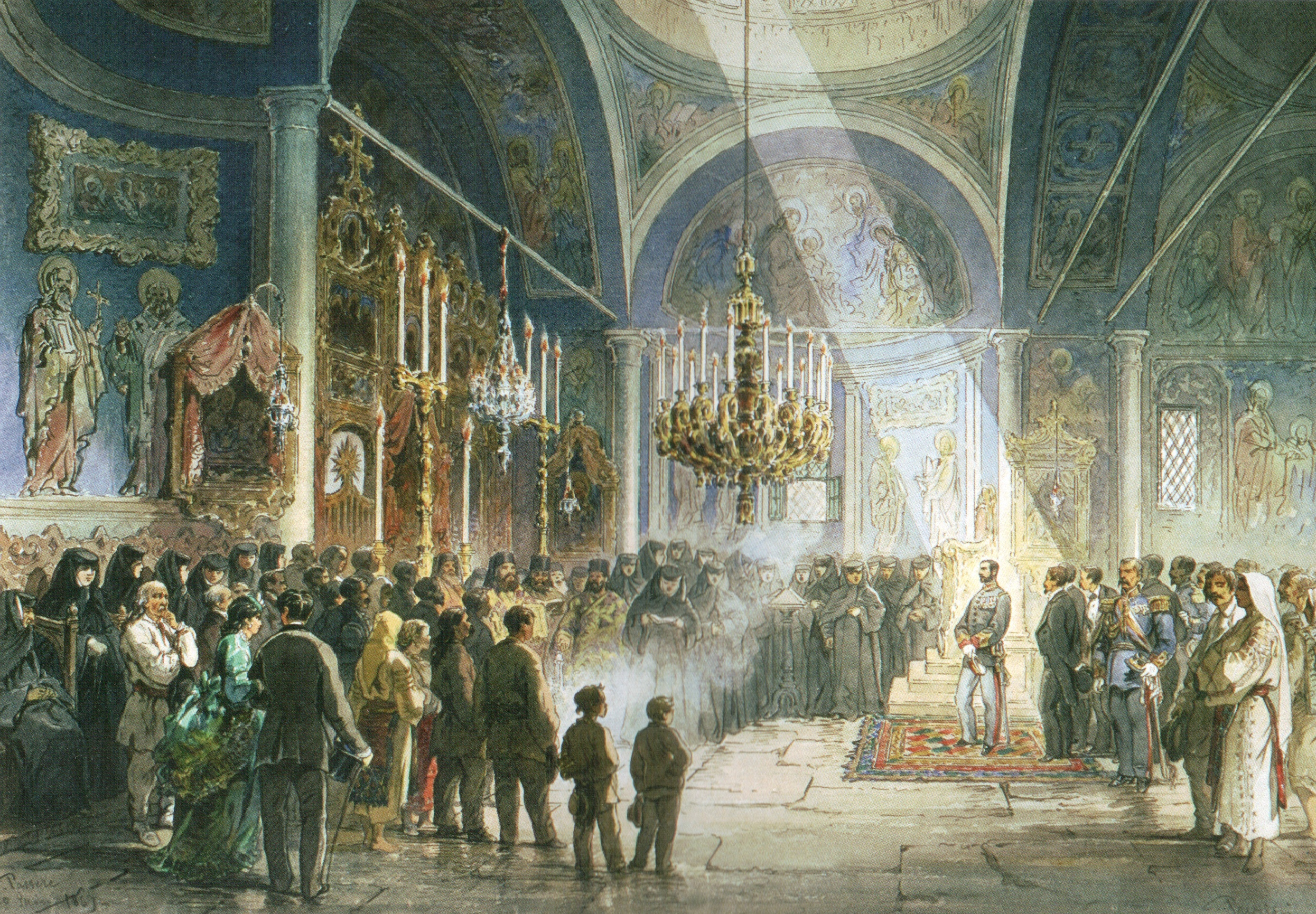
Visit of Carol I at Pasărea Monastery, Wallachia
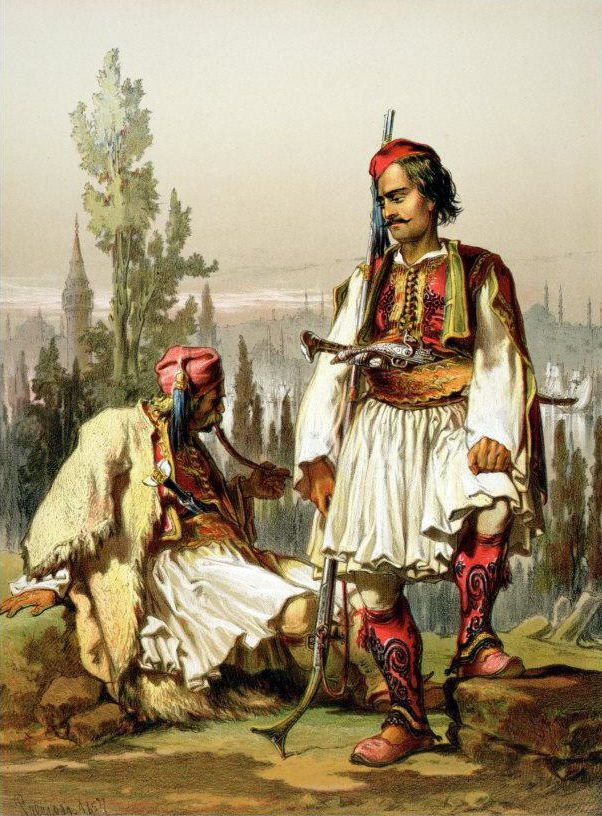
Albanian Mercenaries
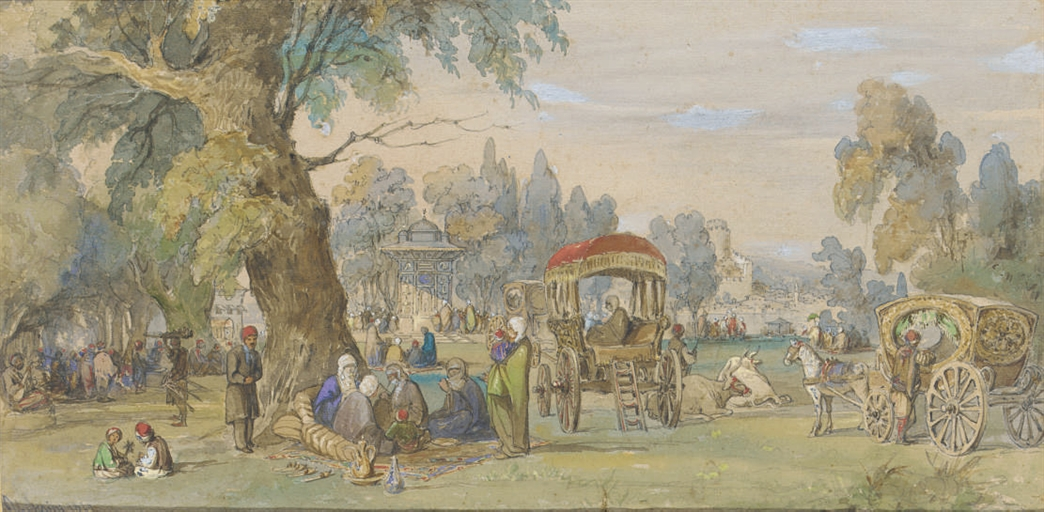
In a Turkish Park
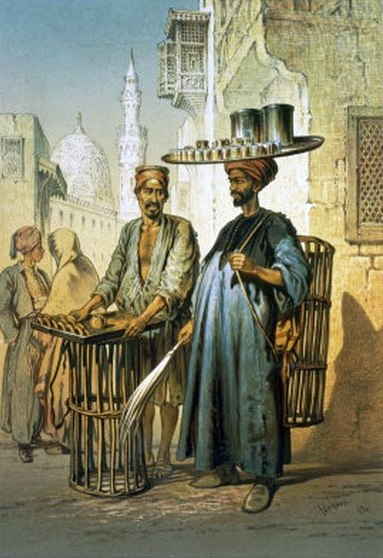
The Tea Seller from Souvenir of Cairo 1862